# Виклик–відклик-повторний виклик
Виклик–відклик–повторний виклик (англ. "Challenge–dechallenge–rechallenge") — це протокол медичного дослідження, у якому лікарський засіб вводять, відмінюють, а потім повторно вводять, з моніторингом несприятливих ефектів на кожному етапі. Протокол використовується, коли статистичне тестування є недоречним через ідіосинкразійну реакцію конкретної особи або відсутність достатньої кількості суб’єктів тестування. Під час відміни лікарського засобу дозволяється повне очищення організму від нього, щоб визначити, який вплив він має на людину.

## Використання в тестуванні ліків
Цей протокол є одним із засобів встановлення достовірності та переваг ліків у лікуванні конкретних станів, а також будь-яких несприятливих реакцій на ліки. Управління з продовольства і медикаментів Сполучених Штатів реєструє позитивні реакції відміни (несприятлива реакція, яка зникає після відміни препарату), негативні реакції відміни (несприятлива реакція, яка продовжується після відміни), позитивні повторні реакції (несприятливі реакції, що виникають знову при повторному введенні) і негативні повторні реакції (симптоми, які не з'являються після повторного введення). Це один із стандартних протоколів  оцінки побічних реакцій на ліки у Франції.

## Флуоксетин і самогубство
Пітер Бреггін припустив, що існує зв'язок між використанням флуоксетину (Прозак) і суїцидальними думками. У той час як його дослідницька група досліджувала ефективність і побічні ефекти ліків, Бреггін помітив, що деякі люди реагували на ліки посиленням думок про самогубство, і використовував протокол "виклик-відклик-повторний виклик", щоб перевірити свою гіпотезу. Враховуючи низький рівень суїцидальності, статистичне тестування вважалося недоцільним. Інші дослідники так само припустили, що метод "виклик-відклик-повторний виклик" є корисним для дослідження несприятливого ефекту суїцидальності під час прийому флуоксетину. Компанія Елі Ліллі прийняла цей протокол, а не рандомізовані контрольовані дослідження під час тестування на підвищений ризик суїциду. Крім суїцидальності думок, акатизія також є несприятливою реакцією на ліки, яка, як припускається, піддається дослідженню за цим протоколом.
Також повідомляється про клінічні випробування з використанням протоколу "виклик-відклик-повторний виклик"при оцінці впливу ліків на пацієнтів.